# Medovyj mesjats
Medovyj mesjats (russisk: Медовый месяц) er en sovjetisk spillefilm fra 1956 af Nadesjda Kosjeverova.

## Medvirkende
- Ljudmila Kasatkina som Ljuda Odintsova
- Pavel Kadotjnikov som Aleksej Rybaltjenko
- Tatjana Pankova som Anna Terentjevna
- Pavel Sukhanov som Ivan Terentevitj
- Zoja Fjodorova som Jlizaveta Povariha